# 윌로우 존슨
윌로우 존슨(영어: Willow Johnson, 1998년 4월 23일 ~ )는 미국의 배구 선수이다. 그녀의 아버지는 MLB 전설적인 투수 랜디 존슨이다.

## 선수 시절
2024년 옐레나 므라제노비치의 대체 용병으로 인천 흥국생명 핑크스파이더스에 입단하였다. 2023-24 시즌이 끝나고 V리그 트라이아웃을 신청했지만 재계약에 실패하였다.
2025년 미국 리그인 애슬리츠 언리미티드 발리볼팀에 입단하였다.